# Келли, Пэтси
Бри́джет Са́ра Веро́ника Ро́уз «Пэ́тси» Ке́лли (англ. Bridget Sarah Veronica Rose «Patsy» Kelly; 12 января 1910, Бруклин, Нью-Йорк, США — 24 сентября 1981, Вудленд-Хиллз, Калифорния, США) — американская актриса, певица и танцовщица.

## Биография
Бриджет Сара Вероника Роуз Келли (настоящее имя Пэтси) родилась 12 января 1910 года в Бруклине (штат Нью-Йорк, США) в семье ирландских иммигрантов Джона (ум. в 1942) и Делии Келли (1875—1930). Брат Бриджет дал её прозвище «Пэтси», которое она позже использовала для своего псевдонима.

## Карьера
В 1922 году Пэтси начала карьеру танцовщицы водевиля.
В 1929—1979 годах Пэтси сыграла в 89-ти фильмах и телесериалах, наиболее была известна по ролями в таких как: «Пожалуйста, не ешьте ромашки» (1960, роль Мэгги), «Обнажённый поцелуй» (1964, роль старшей медсестры Мак), «Ребёнок Розмари» (1968, роль Лоры-Луиз) и «Чумовая пятница» (1976, роль миссис Шмаусс). Также Келли играла в театрах, работала на радио и была певицей. В 1972 году она получила премию «Тони» за роль Полин в мюзикле «No, No, Nanette». Спустя год она появилась в мюзикле «Ирен» с Дебби Рейнольдс, роль в котором принесла ей номинацию на «Тони».
8 февраля 1960 года Пэтси получила «звезду» на Голливудской аллеи славы за вклад в киноиндустрию.

## Личная жизнь
Пэтси была открытой лесбиянкой.

## Проблемы со здоровьем и смерть
В январе 1980 года Пэтси перенесла инсульт, который лишил её способности говорить. 20 месяцев спустя, 24 сентября 1981 года, 71-летняя Келли умерла после продолжительной борьбы с раком в «Motion Picture & Television Country House and Hospital», что в Вудленд-Хиллзе (штат Калифорния, США). Она была похоронена на кладбище «Голгофа», что в Куинсе (штат Нью-Йорк, США), рядом со своими родителями.

## Избранная фильмография
| Год  |   | Русское название             | Оригинальное название             | Роль                     |
| ---- | - | ---------------------------- | --------------------------------- | ------------------------ |
| 1934 | ф | Девушка из Миссури           | The Girl from Missouri            | Китти Леннихан           |
| 1957 | с | Телевизионный театр Крафта   | Kraft Television Theatre          | имя персонажа неизвестно |
| 1960 | ф | Пожалуйста, не ешьте ромашки | Please Don't Eat the Daisies      | Мэгги                    |
| 1960 | с | Альфред Хичкок представляет  | Alfred Hitchcock Presents         | Минни Редуинг            |
| 1964 | ф | Обнажённый поцелуй           | The Naked Kiss                    | старшая медсестра Мак    |
| 1966 | ф | Призрак в невидимом бикини   | The Ghost in the Invisible Bikini | Миртл Форбуш             |
| 1968 | с | Бонанза                      | Bonanza                           | миссис Нили              |
| 1968 | ф | Ребёнок Розмари              | Rosemary's Baby                   | Лора-Луиз                |
| 1970 | ф | Финкс                        | The Phynx                         | в роли самой себя        |
| 1976 | ф | Чумовая пятница              | Freaky Friday                     | миссис Шмаусс            |
| 1979 | с | Лодка любви                  | The Love Boat                     | Мейбл Хиггинс            |